# Silye Erik
Silye Erik (Orosháza, 1996. június 12. –) magyar labdarúgó, a Paks játékosa.

## Pályafutása

### Klubcsapatokban
Pályafutását a Békéscsaba 1912 Előre csapatában kezdte. 2013-ban, tizenhét éves korában került a Ferencvárosi TC-hez. A 2015-2016-os szezonban alapembere volt a harmadosztályú bajnokság Nyugati csoportjában bajnoki címet szerző tartalékcsapatnak. 2016 nyarán a másodosztályban szereplő Soroksárhoz került kölcsönbe. Itt rendszeres játéklehetőséghez jutott, a 2017–2018-as szezonban huszonhárom alkalommal kapott játéklehetőséget és három gólt szerzett.
2018 nyarán az élvonalban szereplő Mezőkövesd Zsóry vette kölcsön. A 2018–2019-es szezonban húsz bajnokin, összesen huszonnégy tétmérkőzésen kapott lehetőséget a csapatban. A következő idényt megelőzően visszatért a Ferencvároshoz, majd a Mezőkövesd újra kölcsönvette a következő szezon végéig. A 2019–2020-as szezonban huszonegy tétmérkőzésen kétszer szerzett gólt a bajnokságban.
2020. július 9-én a Vasas a saját honlapján jelentette be, hogy végleg megszerezték a fiatal védő játékjogát és három éves szerződést írt alá a fővárosi klubbal.
2023. június 13-án bejelentették, hogy a Pakshoz igazolt.

## Sikerei, díjai

### Klubcsapatokkal
Mezőkövesd Zsóry
- Magyar kupadöntős: 2020

 Vasas
- Magyar másodosztályú bajnok: 2021–22

 Paks
- Magyar kupagyőztes: 2024, [9] 2025[10]
- Magyar bajnokság ezüstérmes: 2023–24
- Magyar bajnokság bronzérmes: 2024–25